# Стародавні золотовидобувні копальні Кавказу

## Стародавні золотовидобувні копальні Кавказу
Давні золоті рудники, що виявлені на території Вірменії та Грузії, датують III тис. до н.е. (копальні Кадабецького та Мегринського родовищ), хоча знайдені на Південному Кавказі окремі золоті вироби відносять до більш ранніх часів (V тис. до н.е).
У Східній Вірменії в районі Зангезуру (лівий берег річки Мегрі) на сучасному руднику Тертерасар була виявлена розгорнута мережа давніх виробок, що пронизували найбільш багату золотом верхню частину родовища (розробки датовані кінцем  IV – початком III тис. до н.е.). Розкриття рудного покладу давні гірники проводили за допомогою похилих стовбурів, які на певних глибинах переходили в горизонтальні експлуатаційні виробки. Довжина стовбурів становила 80 – 90 м. Від них відходили добувні штреки й ніші. Розробку вели у зворотному напрямку, погашаючи відпрацьовану частину виробок. У руднику були знайдені кам’яні сокири, рубила, залишки кріплення у вигляді опорних кам’яних конструкцій, а також рештки давніх гірників, завалених породою. Не менш цікавою пам’яткою гірництва є золотий рудник Мандеульського родовища в Південній Грузії, датований III тис. до нашої ери. Видобуток жильного золота на цьому родовищі тривав кілька століть.
Припускають, що розробку розсипного золота на південному Кавказі вели з початку II тис. до нашої ери. Одним із найбільш характерних способів видобутку золота в численних річкових потоках Кавказу було використання шкур тварин, у вовнинках яких затримувалися крупинки металу. Натягнуту на дошку овечу шкуру (вовною догори) розташовували на дні бурхливого потоку, що ніс з собою дрібноуламковий матеріал. При цьому глинисто-піщану суміш та уламки породи зносило течією, а більш важкі металеві частинки осідали на шкурі й затримувались у вовні. Таку шкуру, потім просушували й вибивали з неї крупинки золота. Широке поширення ця технологія дістала в Колхіді (Західна Грузія), значний видобуток золота якої багаторазово згадували античні автори. Золото Колхіди залишилось у пам’яті людства завдяки неперевершеному давньогрецькому міфу про аргонавтів, який більше трьох тисячоліть привертає увагу до „золотого руна”